# USS Knight
Lo USS Knight (hull classification symbol DD-633) fu un cacciatorpediniere della United States Navy, entrato in servizio nel giugno 1942 come parte della classe Gleaves.
Attivo durante la seconda guerra mondiale, il cacciatorpediniere operò come scorta ai convogli nel corso della battaglia dell'Atlantico oltre che servire in appoggio degli sbarchi anfibi dell'operazione Torch, dello sbarco in Sicilia e dello sbarco a Salerno. Radiato dal servizio poco dopo la fine della guerra, lo scafo fu infine affondato durante un'esercitazione nell'ottobre 1967.

## Storia
Impostata il 18 marzo 1941 nei cantieri dell'arsenale navale di Boston in Massachusetts (Boston Navy Yard), la nave venne varata il 27 settembre 1941 con il nome di Knight in onore di Austin M. Knight (1854–1927), ammiraglio della US Navy; madrina del varo fu Elizabeth H. Royal, una nipote di Knight. La nave entrò quindi ufficialmente in servizio il 23 giugno 1942, e dopo una crociera inaugurale lungo le coste del New England raggiunse la base di Norfolk il 6 ottobre per unirsi alle forze navali destinate all'operazione Torch, l'invasione da parte degli Alleati delle colonie francesi del Nordafrica. Il Knight salpò quindi il 23 ottobre, raggiungendo la costa davanti a Safi nel Marocco francese l'8 novembre seguente; dopo aver coperto lo sbarco dei reparti statunitensi, il cacciatorpediniere svolse in zona missioni di contrasto ai sommergibili nemici per poi fare rientro a Norfolk il 13 novembre.
Tra il 12 dicembre 1942 e il 28 aprile 1943 il Knight scortò tre convogli diretti da New York ai porti marocchini di Casablanca e Fedhala; l'8 giugno 1943 invece il cacciatorpediniere lasciò Norfolk con un convoglio diretto nel mar Mediterraneo, arrivano ad Orano il Algeria il 22 giugno dove fu assegnato alle forze navali destinate all'invasione alleata della Sicilia (operazione Husky). Salpato il 5 luglio come parte della Task Force 85 del contrammiraglio Alan Kirk, dal 10 luglio il Knight fornì fuoco d'appoggio ai reparti alleati sbarcati nella zona di Scoglitti, oltre a proteggere i trasporti alleati da attacchi d velivoli o sommergibili nemici; il cacciatorpediniere rientrò quindi a Orano il 16 luglio.
Dopo alcune missioni di scorta e pattugliamento nelle acque dell'Algeria e Tunisia, il Kinght tornò al largo della Sicilia il 31 luglio per appoggiare l'avanzata della Seventh United States Army alla volta di Palermo; il cacciatorpediniere svolse diverse missioni di bombardamento costiero, respingendo anche vari attacchi di velivoli nemici. Dopo essere stato distaccato per scortare convogli alleati sulla rotta tra Palermo e Biserta, il 7 settembre il Knight fu assegnato alle forze navali destinate ad appoggiare l'invasione dell'Italia continentale; nave ammiraglia del Task Group 80.4, durante gli sbarchi del 9 settembre a Salerno il cacciatorpediniere pattugliò le acque davanti all'isola di Ventotene per poi fare rotta per il Golfo di Salerno dove fronteggiò diversi attacchi aerei della Luftwaffe il 10 e 11 settembre. Il cacciatorpediniere supportò quindi l'occupazione dell'isola di Capri il 13 settembre, isola che era rimasta in mani italiane, e nelle settimane seguenti operò lungo le coste italiane in missioni di pattugliamento anti-sommergibili e scorta ai convogli; rientrata a Biserta il 28 settembre, la nave fece quindi rotta per New York dove arrivò il 9 ottobre.
Tra la fine dell'ottobre 1943 e l'inizio di maggio 1944 il Knight operò come unità di scorta ai convogli mercantili in Atlantico, compiendo cinque volte la rotta tra New York e i porti della Gran Bretagna. Il 17 maggio 1944 il cacciatorpediniere lasciò Norfolk per un nuovo periodo di servizio nel Mediterraneo, raggiungendo Orano il 28 maggio e venendo quindi impegnato per la scorta ai convogli sulle rotte tra Gibilterra e i porti italiani; rientrato a New York il 22 agosto, il Knight compì altre due traversate atlantiche fino in Gran Bretagna di scorta ai gruppi di mercantili, oltre a tre missioni di protezione a convogli sulla rotta Norfolk-Orano tra il 28 dicembre 1944 e il 2 giugno 1945. Tra il 3 e il 24 giugno l'unità fu sottoposta a lavori presso il Philadelphia Navy Yard per essere convertita in un dragamine ad alta velocità, ricevendo il nuovo hull symbol di DM-40; in questa nuova configurazione il Knight salpò da Norfolk il 12 agosto per dirigere alla volta dell'oceano Pacifico via canale di Panama.
Dopo soste a San Diego e Pearl Harbor, il Knight raggiunse Okinawa il 28 settembre 1945, a ostilità ormai concluse; la nave svolse quindi operazioni di dragaggio mine nel Mar Giallo tra ottobre e novembre per poi operare tra Okinawa e le isole del Giappone fino al 24 febbraio 1946, quando lasciò Kōbe per rientrare negli Stati Uniti. Arrivato a San Francisco il 5 aprile, il Knight si trasferì nella base di Bremerton il 30 novembre dove fu infine posto in disarmo il 19 marzo 1947. Lo scafo fu infine cancellato dai registri della US Navy il 1º dicembre 1966, finendo quindi affondato come bersaglio il 27 ottobre 1967 durante un'esercitazione a fuoco al largo di San Diego.